# Claudio, Rik e Roger
Claudio, Rik e Roger sono stati un trio vocale degli anni sessanta composto da Claudio Capodieci, Enrico Gorla e Ruggero Lombardo.

## Storia del gruppo
Il trio nasce al Piccolo Teatro di Milano come coro di voci bianche che accompagna le varie scene della Vita di Galileo di Bertolt Brecht con la regia di Giorgio Strehler.
Il maestro di musica Renzo Gilardini sente per caso canticchiare i tre ragazzi in un bar di Milano e propone loro di formare un trio vocale: il debutto del trio Claudio, Rik e Roger avviene con il 45 giri Minni Brown/Bimbo twist, con un brano dal contenuto antirazzista sul lato 1, mentre il retro è un twist con un testo quasi fantascientifico (la storia di un bimbo marziano che balla il twist).
In queste e nelle altre canzoni i tre giovani cantanti mettono in luce una buona capacità di armonizzazione, e riescono anche a mettersi in luce all'estero: infatti incidono 5 dischi in Italia e 3 in Germania per la Polydor e la CGD (questi ultimi prodotti da Renzo Gilardini) poi nel 1966 cambiano un componente al posto di Rik subentra Luigi Paghini e quindi cambiano anche nome al trio diventando nel 1967, Claudio, Lewis e Roger.
Nel 1967 partecipano al Festival di Bellaria, presentato da Corrado e lo vincono con il brano "Teenagers concerto", un successo di Mario Tessuto (due anni prima il vincitore era stato Gianni Pettenati).
Nel 1968 decidono di chiamarsi Trio junior e incidono altri 2 dischi per la Carosello e l'Ariete: per questa casa pubblicano un 45 giri con una canzone, (scritta da A. Nohra e da Ennio Morricone), inserita nella colonna sonora del film di Pier Paolo Pasolini Teorema, questo brano compare in numerose compilation di successi di Morricone e dei "Cantori moderni" di Alessandroni, che incidono, sullo stesso disco, il brano L'ultima corrida.
In seguito Fruscio di foglie verdi è stato anche usato nella colonna sonora di Amore e rabbia, film del 1969, in una versione inglese non incisa dal trio junior,.
Con i cambiamenti della voce dovuti alla crescita e la partenza, in periodi diversi, dei componenti per il servizio militare il gruppo si scioglie.

## Discografia

### Singoli
- Febbraio 1964 - Minni Brown/Bimbo twist (Polydor, NH 54 770)
- 1964 - Negrito/L'idea fissa (Polydor, NH 54 809)
- Aprile 1965 - Eri uno di noi/O-oggi (CGD, N 9539; inciso come Claudio, Rick e Roger)
- Ottobre 1965 - Bonanza/Il ragazzo del west (CGD, N 9586; inciso come Claudio, Rick e Roger)
- 1968 - Il disco della luna/Amico Nik (Carosello, Cl 20205; inciso come Trio Junior))
- 1968 - L'ultima corrida/Fruscio di foglie verdi (Ariete, AR 8005; solo sul lato B, inciso come Trio Junior; sul lato A cantano i "Cantori moderni" di Alessandroni)

### Singoli pubblicati all'estero

#### Germania
- Settembre 1964 - Memphis Tennessee/Drei Kleine Caballeros (Polydor, NH 52 391)
- 1965 - Hei Bambina (party doll)/Cowboy Bill (Polydor, NH 52 460)
- 1965 - Mamatschi/Violetta (Polydor, NH 52 508)

#### Francia
- 1969 - Théorème (Barclay, 920083)

### Compilation
- 1966 - Le canzoni di Carosello (CGD, FG 5025; Claudio Rik e Roger cantano le canzoni Caro caro...carosello e Sembra facile).
- 1968 - Teorema (Ariete- Argentinian pressing, ARLP 2002; il Trio Junior interpreta Fruscio di foglie verdi)
- 1969 - Leit motiv di film di successo (Ariete, ARLP 2008; il Trio Junior interpreta Fruscio di foglie verdi)
- 1994 - Teorema (CD KING, KICP 397; pubblicato in Giappone, il Trio Junior interpreta Fruscio di foglie verdi)
- 1996 - Ennio Morricone per Pier Paolo Pasolini (RCA Original Cast, OST 130; il Trio Junior interpreta Fruscio di foglie verdi)
- 1998 - Canto Morricone vol.1: The 60's (CD BEAR FAMILY, BMG BCD 16244 AH; il Trio Junior interpreta Fruscio di foglie verdi)
- 2004 - Le musiche di Ennio Morricone per il cinema di Pierpaolo Pasolini (CD GDM, Edel 2046; il Trio Junior interpreta Fruscio di foglie verdi)
- 2007 - Pier Paolo Pasolini (Cinedelic; il Trio Junior interpreta Fruscio di foglie verdi)
- 2007 - I Cantori Moderni di Alessandroni (The Modern Singers) (Bella Casa, CASA 6CD; il Trio Junior interpreta Fruscio di foglie verdi; album pubblicato solo in Inghilterra)
- 2008 - Teorema - La stagione dei sensi - Verogna schifosi (CD Fin de Siècle Media, FDS 30; il Trio Junior interpreta Fruscio di foglie verdi); pubblicato solo in Svezia.
- 2008 - Teorema (eStore-Album Carosello); il Trio Junior interpreta Fruscio di foglie verdi)